# نيلز بيترسن فوجت
نيلز بيترسن فوجت هو قانوني وسياسي نرويجي، ولد في 15 أبريل 1817 في أوسلو في النرويج، وتوفي في 8 نوفمبر 1894.

## مناصب
- انتخب Diocesan Governor of Kristiansand ‏ (1860 – 1871).
- انتخب County Governor of Hordaland ‏ (1850 – 1859).
- انتخب County Governor of Vest-Agder ‏ (1860 – 1871).
- انتخب County Governor of Buskerud ‏ (1884 – 1890).
- انتخب  (سبتمبر 1882 – سبتمبر 1883).
- انتخب  (أغسطس 1878 – أغسطس 1879).
- انتخب  (يوليو 1875 – أغسطس 1876).
- انتخب  (سبتمبر 1872 – 29 سبتمبر 1873).
- انتخب  (سبتمبر 1883 – 21 مارس 1884).
- انتخب  (أغسطس 1879 – سبتمبر 1882).
- انتخب  (أغسطس 1876 – أغسطس 1878).
- انتخب  (سبتمبر 1873 – يوليو 1875).
- انتخب  (13 مايو 1871 – سبتمبر 1872).
- انتخب Minister of Justice and Public Security [الإنجليزية]‏ (2 سبتمبر 1879 – 13 أكتوبر 1879).
- انتخب عضو برلمان النرويج  [لغات أخرى]‏ عن دائرة Kristiansand ‏ خلال فترته النيابية ‏ (1871 – 1873).
- انتخب عضو برلمان النرويج  [لغات أخرى]‏ عن دائرة Kristiansand ‏ خلال فترته النيابية ‏ (1868 – 1870).
- انتخب عضو برلمان النرويج  [لغات أخرى]‏ عن دائرة Kristiansand ‏ خلال فترته النيابية ‏ (1865 – 1867).
- انتخب عضو برلمان النرويج  [لغات أخرى]‏ عن دائرة Kristiansand ‏ خلال فترته النيابية ‏ (1862 – 1864).
- انتخب عضو برلمان النرويج  [لغات أخرى]‏ عن دائرة Bergen ‏ خلال فترته النيابية ‏ (1857 – 1858).
- انتخب نائب عضو برلمان النرويج  [لغات أخرى]‏ عن دائرة Bergen ‏ خلال فترته النيابية ‏ (1854 – 1856).
- انتخب President of the Parliament of Norway  [لغات أخرى]‏.